# تویستد پیکچرز
تویستد پیکچرز (انگلیسی: Twisted Pictures) شرکت فیلم‌سازی آمریکایی است، که در سال ۲۰۰۴ توسط مارک بورگ و گرگ هافمن تأسیس شد.